# Filmografia de Saoirse Ronan
Esta é uma lista de filmes completa da atriz Irlando-americana Saoirse Ronan.

## Filmes
| Year | Filme                                    | Papel                              | Notas |
| ---- | ---------------------------------------- | ---------------------------------- | --- |
| 2007 | I Could Never Be Your Woman              | Izzie Mensforth                    | |
| 2007 | The Christmas Miracle of Jonathan Toomey | Celia Hardwick                     | |
| 2007 | Atonement                                | Briony Tallis                      | Indicações Oscar de Melhor Atriz Coadjuvante Globo de Ouro de Melhor Atriz Coadjuvante - Cinema Empire Awards de Melhor Nova Estrela BAFTA de Melhor Atriz Secundária Online Film Critics Society de Melhor Atriz Coadjuvante Satellite Awards de Melhor Atriz Coadjuvante St. Louis Gateway Film Critics Association de Melhor Atriz Secundária Young Artist Award Melhor Jovem Atriz Prêmios Alliance of Women Film Journalists de Melhor Nova Estrela Dublin Film Critics Circle de Melhor Atriz Secundária |
| 2007 | Death Defying Acts                       | Benji McGarvie                     | |
| 2008 | City of Ember                            | Lina Mayfleet                      | |
| 2009 | The Lovely Bones                         | Susie Salmon                       | Prêmios Saturn Awards Melhor Jovem Atriz Santa Barbara International Film Festival de Melhor Atriz Principal Indicações Scream Awards de Melhor Atriz Principal BAFTA de Melhor Atriz Principal |
| 2010 | Arrietty                                 |                                    | |
| 2010 | The Way Back                             | Irena Zielińska                    | |
| 2011 | Hanna                                    | Hanna Heller                       | |
| 2011 | Violet & Daisy                           | Daisy                              | |
| 2012 | Byzantium                                | Eleanor Webb                       | |
| 2013 | The Host (filme)                         | Melanie Stryder / Wanderer "Wanda" | Indicações Saturn Awards de Melhor Atriz Principal Houston Film Critics Society de Melhor Atriz Principal |
| 2013 | How I Live Now                           | Daisy                              | |
| 2013 | Justin and the Knights of Valour         | Talia                              | |
| 2014 | The Grand Budapest Hotel                 | Agatha                             | Indicações SAG Awards de Melhor Elenco em Cinema |
| 2014 | Muppets Most Wanted                      | Herself                            | |
| 2014 | Lost River                               | Rat                                | Prêmios London Critics Circle de Melhor Atriz Principal(Prêmios Dividido com ela mesma pelo filme Brooklyn) |
| 2015 | Stockholm, Pennsylvania                  | Leia Dargon                        | |
| 2015 | Brooklyn                                 | Éilis Lacey                        | Prêmios Satellite Awards de Melhor Atriz Principal London Critics Circle de Melhor Atriz Principal(Prêmios Dividido com ela mesma pelo filme Lost River) Florida Film Critics Circle de Melhor Atriz Principal New York Film Critics Circle Awards de Melhor Atriz Principal Santa Barbara International Film Festival de Melhor Atriz Principal Boston Online Film Critics Association de Melhor Atriz Principal Washington DC Area Film Critics Association de Melhor Atriz Principal Detroit Film Critics Society de Melhor Atriz Principal Indicações Oscar de melhor atriz BAFTA de Melhor Atriz Principal - Cinema Screen Actors Guild Awards de Melhor Atriz Principal em Cinema SAG Awards de Melhor Elenco em Cinema Critics' Choice Awards de Melhor Elenco em Cinema Critics' Choice Awards de Melhor Atriz Principal - Cinema Globo de Ouro de Melhor Atriz Principal em Filme Dramático Online Film Critics Society de Melhor Atriz Principal London Critics Circle de Melhor Atriz Principal Boston Online Film Critics Association de Melhor Atriz Principal |
| 2016 | The Seagull                              | Nina Zarechnaya                    | |
| 2016 | Loving Vincent                           | Margaret Gachet                    | |
| 2017 | Lady Bird                                | Lady Bird                          | Prêmios Golden Globe Awards de Melhor Performance em um filme - Musical ou Comédia New York Film Critics Circle Awards de Melhor Atriz Principal Palm Springs International Film Festival de Melhor Atriz Principal Gotham Awards de Melhor Atriz Principal Indicações Oscar de Melhor Atriz Principal BAFTA de melhor atriz principal Screen Actors Guild Awards de Melhor Atriz Principal em Cinema SAG Awards de Melhor Elenco em Cinema Critics' Choice Awards de Melhor Atriz Principal - Cinema Satellite Awards de Melhor Atriz Principal Independent Spirit Awards de Melhor Atriz Principal |
| 2019 | Little Women (2019)                      | Jo March                           | |